# Ministère des Colonies (Italie)
Pour les articles homonymes, voir ministère des Colonies.
Le ministère des Colonies  (en italien : Ministero delle colonie) était un département ministériel du gouvernement italien du royaume d'Italie, chargé de l'administration des possessions coloniales. Créé en 1912, il a pris le nom de ministère de l'Afrique italienne en 1937 et a été supprimé en 1953.

## Historique
Il est créé le 20 novembre 1912 par le décret royal n°1205, par la transformation en ministère de la direction centrale des affaires coloniales, qui faisait partie du ministère des Affaires étrangères. Il était chargé de gouverner les colonies italiennes par l'intermédiaire des gouverneurs et de diriger l'économie des colonies. Le premier ministre des colonies fut Pietro Bertolini. 
En 1926, le Regio Corpo Truppe Coloniali (troupes coloniales du corps royal) est transféré du ministère de la Guerre au ministère des Colonies.
Avec le décret royal n° 431 du 8 avril 1937, à la suite de la conquête italienne de l'Éthiopie et de la naissance de l'Afrique orientale italienne, il change de nom pour devenir le ministère de l'Afrique italienne. Il a été supprimé par la loi n° 430 du 29 avril 1953, qui est entrée en vigueur le 1er juillet de la même année. L'ancien siège du ministère des Colonies se trouvait au Palazzo della Consulta, où se trouve actuellement la Cour constitutionnelle. À la fin des années 1930, un nouveau siège du ministère de l'Afrique italienne est prévu, dans le Viale delle Terme di Caracalla : il sera achevé en 1952, puis concédé pour être utilisé comme siège de l'Organisation des Nations unies pour l'alimentation et l'agriculture (ONUAA ou FAO).

## Structure

### Ministère des Colonies
En 1929, ce ministère comptait les directions générales suivantes :
- Direction générale de l'Afrique du Nord avec 3 bureaux (affaires politiques, affaires générales et administratives, affaires économiques et financières)
- Direction générale pour l'Afrique de l'Est avec 3 bureaux (affaires politiques, affaires générales et administratives, affaires économiques et financières)
- Bureau d'études et de propagande
- Bureau du personnel
- Bureau militaire
- Bureau central de la comptabilité
- Bureau de la marine
- Bureau des écoles et de l'archéologie
- Bureau des chemins de fer
- Office des services postaux et électriques

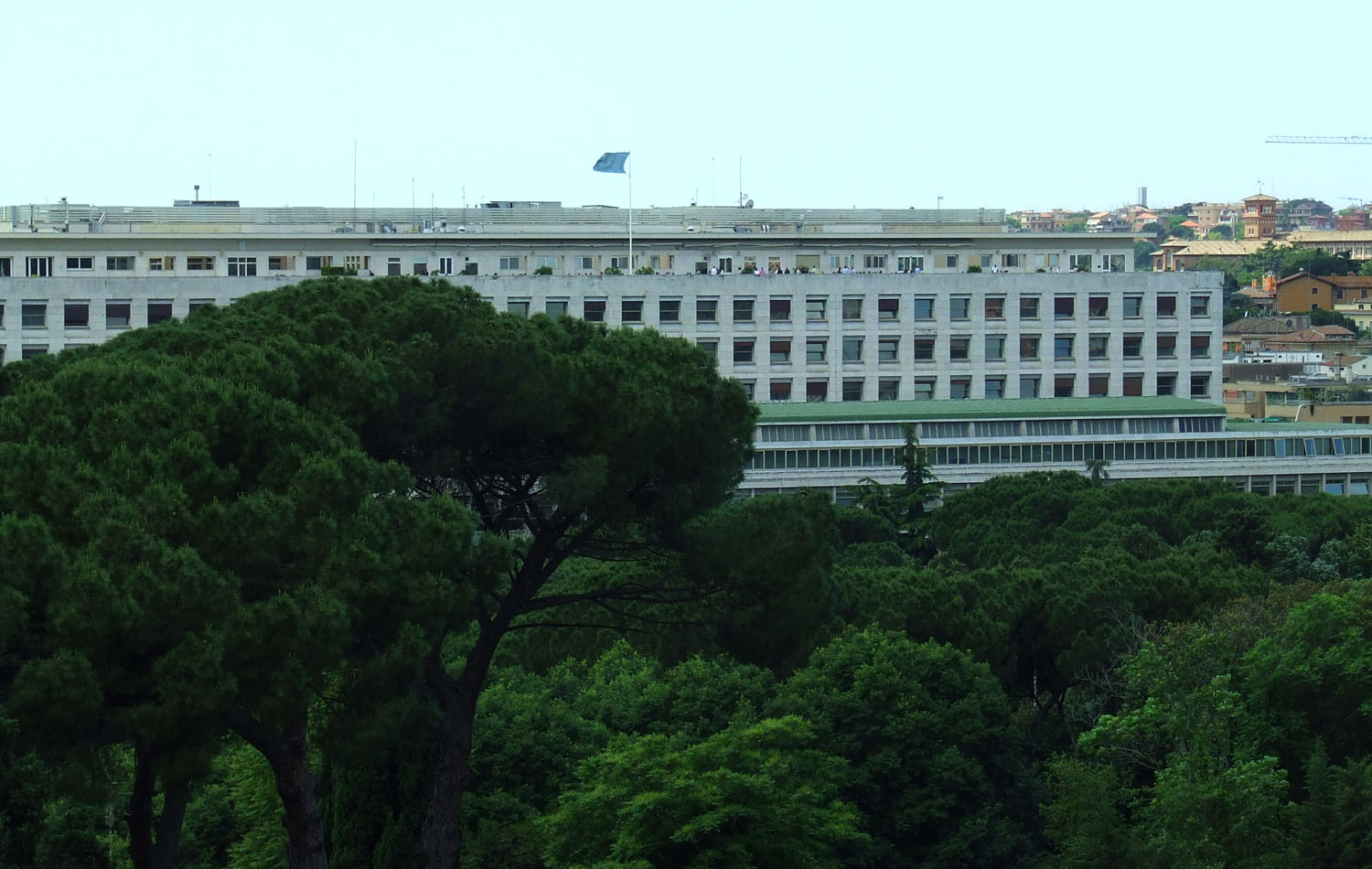
L'ancien siège du ministère de l'Afrique italienne, aujourd'hui siège de la FAO, dans le viale delle Terme di Caracalla à Rome.

Le ministère abrite également le Haut Conseil colonial, divisé en 3 sections, composées des :
- Ministre des Colonies
- Sous-secrétaire d'État aux Colonies
- 2 représentants de la Chambre et 2 du Sénat
- 2 membres du Conseil d'État
- 1 membre de la Cour des comptes
- des hauts fonctionnaires du ministère des Colonies, des Affaires étrangères, de l'Intérieur, des Finances, de la Marine, de l'Économie nationale et des Travaux publics, etc.
- 5 personnes extérieures à l'administration

Les sections ont été :
- pour les affaires politiques, juridiques et administratives
- pour les affaires économiques et financières
- pour les affaires militaires, les affaires navales, les études et la propagande, les services postaux et électriques et le personnel.

Le dépôt central des troupes coloniales, basé à Naples dans la caserne Garibaldi, dépendait du ministère des Colonies, qui assurait l'enrôlement et le déplacement du personnel des troupes coloniales royales et la centralisation du matériel militaire destiné aux colonies. En outre, le ministère était responsable de la Tappa Coloniale basée à Syracuse, en tant que détachement du dépôt, qui était chargée de la collecte et de l'envoi à destination des soldats destinés à la Libye, de la collecte et du départ des anciens combattants de Libye et de la collecte et de l'envoi des ascendants en Libye.
En outre, le ministère avait des contacts avec le ministère des Affaires étrangères dont dépendaient les îles italiennes de la mer Égée, par l'intermédiaire de la Direction centrale des affaires politiques, commerciales et privées de l'Europe et du Levant.

### Ministère de l'Afrique italienne

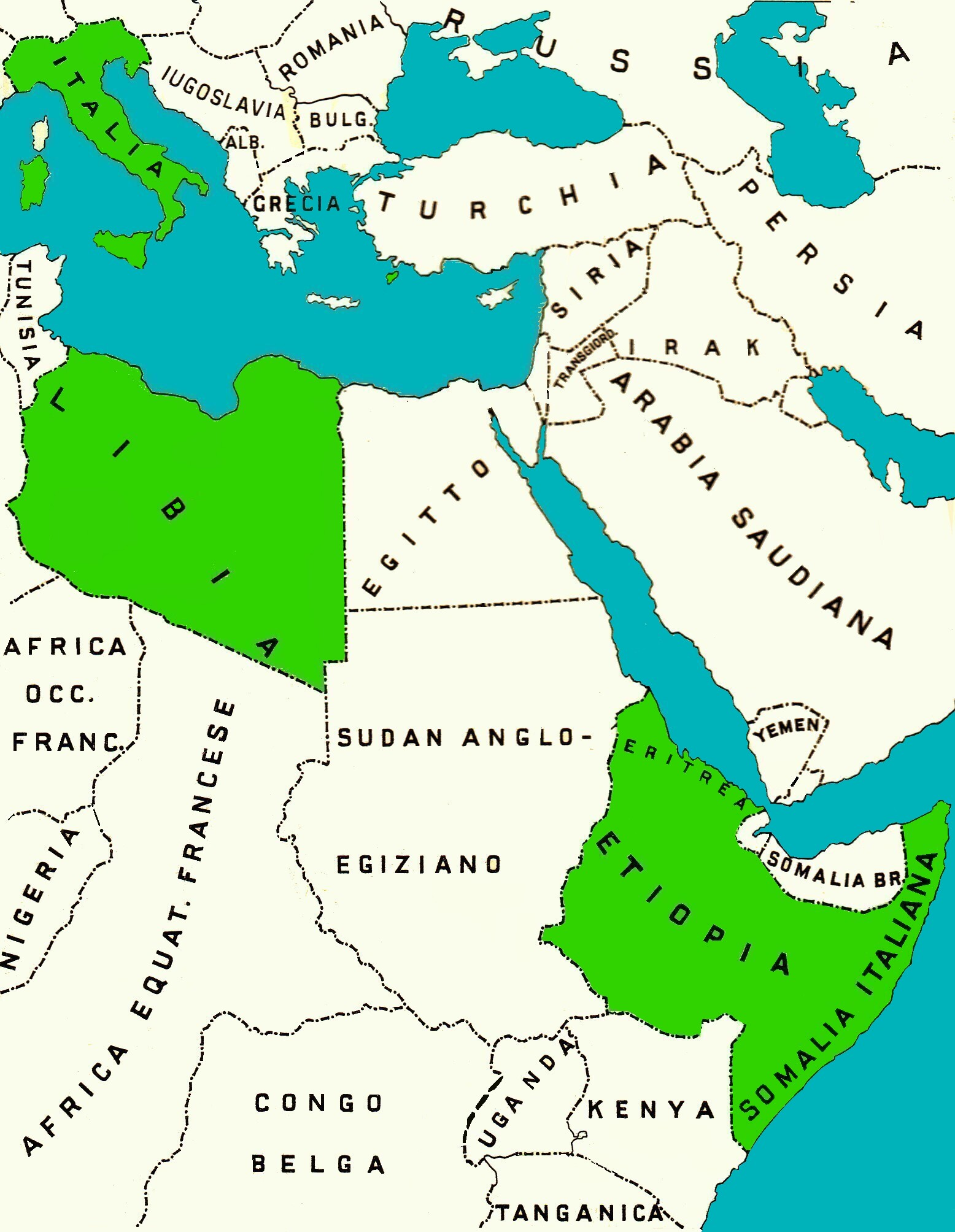
Le royaume d'Italie et ses colonies en 1940.

Avec le décret royal du 8 avril 1937, n°431, le ministère des Colonies fut transformé en ministère de l'Afrique italienne (AI), dont dépendaient la Libye italienne et l'Afrique orientale italienne. La réorganisation des offices a été mise en œuvre par le décret royal n°1233 du 1er juillet 1937, qui a créé :
- Direction générale des affaires politiques
- Direction générale des affaires civiles
- Direction générale des affaires économiques et financières
- Direction générale des affaires de la colonisation et du travail
- Direction générale des affaires générales et du personnel
- Siège de la police coloniale
- Bureau militaire
- Bureau des études
- Archives historiques

#### Sous la République
Pendant la République italienne, le ministère de l'Afrique italienne a toujours été détenu ad interim par le président du Conseil des ministres (Premier ministre) Alcide De Gasperi.
De 1951 à 1953, il y avait également un sous-secrétaire (Giuseppe Brusasca). Avec la suppression du ministère en 1953, de nombreux fonctionnaires ont été transférés à la tutelle italienne de la Somalie jusqu'en 1960.

## Ministres des Colonies et de l'AI
- Ministres des colonies italiennes (1912-1953).

La liste comprend les noms des ministres des Colonies du 20 novembre 1912, date de sa création sous le gouvernement Giolitti IV, au 19 avril 1953, sous le gouvernement De Gasperi VII. En 1937, le nom du ministère change et le ministre prend le titre de ministre de l'Afrique italienne.